# Óðmenn
Az Óðmenn egy izlandi együttes, mely 1966-ban alakult és 1970-ben oszlott fel.

## Tagok
- Jóhann G. Jóhannsson (vokál, basszus)
- Eiríkur Jóhannsson (basszus, 1966-68)
- Valur Emilsson (gitár, 1966-68)
- Engilbert Jensen (dob, 1966-67)
- Pétur Östlund (dob, 1967-68)
- Magnús Kjartansson (billentyűsök, 1967-68)
- Shady Owens (vokál, 1967-68)
- Finnur Torfi Stefánsson (gitár, 1969-70)
- Ólafur Garðarsson (dob, 1969-70)
- Reynir Harðarson (dob, 1970)

## Lemezeik

### Nagylemezek
- Óðmenn (1970)

### Kislemezek
- Óðmenn (EP, 1967)
- Bróðir / Flótti (1970)
- Spilltur heimur / Komdu heim (1970)